# 피에르 비레

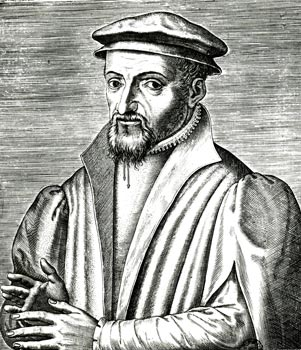
피에르 비레.

피에르 비레(Pierre Viret)는 1511년에 스위스 오르브(Orbe)에서 태어나 1571년 5월 4일에 프랑스 오르테즈(Orthez)에서 죽었다. 그는 스위스 보(Vaud)의 종교개혁가이자 프로테스탄트 개혁에 있어서 중요한 인물이다. 프랑스어를 사용한 종교개혁자 중 유일하게 스위스 로망드(Suisse romande) 즉 스위스의 프랑스어 사용 지역 출신인 개혁자이다. 장 칼뱅과 매우 가까운 동료였다.

## 생애
피에르 비레는 장인 가정에서 태어났다. 그의 아버지인 기욤 비레는 오르브의 부르주아 출신으로서 재단사이자 포목 가공 기술자였다. 부모들은 비레를 성직자로 만들 생각이었다. 그는 오르브에서 학업을 끝낸 뒤에 1527년에 파리 몽테귀 대학으로 유학을 떠났다. 이 학업 기간 동안 그는 마르틴 루터의 작품들을 읽고 종교개혁 사상을 처음 접하게 되었다. 그가 학업을 마치고 1530년에 오르브로 돌아왔을 대, 기욤 파렐(Guillaume Farel)은 그로 하여금 설교자가 되도록 설득하였다. 1531년 5월 6일 그는 고향에서 처음으로 설교를 시작하여 거기서 이년 동안 설교자로 있었다. 이와 병행하여 그는 보 지방(Pays de Vaud)을 순회하였을 뿐 아니라 그랑송(Grandson)과 아방슈(Avenches) 및 파예른(Payerne)에 이르기까지 그의 사도적인 직무를 수행하였다. 뇌샤텔로 부름을 받아서 그는 파렐과 올리베탕(Olivétan), 앙투안 마르쿠르(Antoine Marcourt) 및 피에르 드 벵글(Pierre de Vingle)과 함께 네 개의 축으로 된 전략을 수립하였다. 즉 로마 가톨릭교회의 잘못을 비판하는 벽보의 보급과 소책자 발간과 공중 설교와 공개 논쟁이 그것이다.
1536년 초부터 로잔의 목사로 임직을 받은 그는 베른 정부(Leurs Excellences de Berne)의 요청에 응하여 1536년 10월 1일부터 8일까지 로잔 논쟁에서 큰 역할을 담당하였다. 이 논쟁에서 대성당 측의 174명의 로마 가톨릭교회 사제들에 대항하여 피에르 비레와 기욤 파렐 그리고 장 칼뱅 등 극히 적은 수의 종교개혁자들이 맞섰다. 이 논쟁의 결과 다수의 수도사들과 성당 참사회 의원들이 개혁자들 진영으로 전향하였다. 베른 측은 개혁자들이 승리했다고 간주하고 미사를 금지하는 법을 공포하였다. 이 법령들은 결국 보 지방이 종교개혁 진영으로 전환하도록 만들었다. 이 논쟁 후에 과격분자들은 성당의 대십자가를 파괴하였다. 제단 및 제단 울타리와 오르간은 철거되었다. 대부분의 미사용 기구들은 베른으로 옮겨졌고 거기서 금과 은은 녹여져서 주화 제조에 쓰였다. 비레는 로잔의 차석 목사로 임명되었다. 수석 목사 자리는 전 프랑스 수도사 피에르 카롤리에게 돌아가도록 미리 정해져 있었다.
이 해부터 비레는 베른 정부가 갓 설립한 신학교인 로잔 아카데미(Schola Lausannensis)의 교수 활동을 시작하였고 후에 수석 목사가 되었다.
그러나 이후에 베른 정부와 피에르 비레 사이에는 긴장 관계가 형성되었다. 비레는 교회가 국가의 보호 아래 자리잡고 있지만 정치 제도로부터 독립적이기를 바랐다. 그는 성만찬에 참여하는 사람들의 신앙과 품행을 사전에 검증할 수 있는 권한을 요구하였다. 하지만 베른 정부는 이 통제권이 자기들에게 속한 것이라고 간주하였다. 교리 문답과 예전에 관해서도 이견들이 드러났다.
1559년 베른의 강압 통치가 끝남과 함께 비레는 생 메르 성(château Saint-Maire)에 사흘 동안 갇혔으며 목사직으로부터 면직되었다. 그는 3월 2일에 제네바로 떠났고 거기서 설교자로 활동하면서 그 해 12월 25일에 장 칼뱅과 함께 제네바 시민권을 받았다. 그는 1561년 건강 상의 이유와 남 프랑스의 교회들을 돌보기 위하여 제네바를 떠나 님(Nîmes)으로 갔으며 1562년까지 아카데미의 신학 교수직을 맡았다. 1562년에 그는 리용으로 가서 1565년까지 있었다. 1563년에 거기에서 프랑스 개혁교회의 제4차 전국 시노드(Synode)를 주재하였다. 리용의 로마 가톨릭교회 예수회는 종교개혁 진영을 약화시키고자 하였고 1565년에 비레가 추방당하도록 하였다. 그리하여 비레는 당시 기욤 드 나소(Guillaume de Nassau)의 보호 아래 있던 오랑주(Orange) 공국으로 떠났고, 1566년에 몽펄리에(또는 몽펠리에)로 갔다. 결국 프랑스로부터 추방당한 그는 잔 달브레(Jeanne d'Albret)의 초청으로 나바르에서 그의 만년을 보내면서 오르테 아카데미(Académie d'Orthez)에서 가르쳤다. 후에 앙리 3세가 된 앙주 공은 1569년에 이단자 근절을 명분으로 삼아 베아른(Béarn)를 점령하라는 명령을 내렸다. 비레는 가브리엘 드 몽고메리(Gabriel Ier de Montgommery)가 잔 달브레 여왕의 나라를 탈환할 때까지 감옥에 갇혔다가 풀려나서 1571년 죽을 때까지 자기 직무를 수행하였다.
잔 달브레는 이렇게 썼다. "이 최근의 전쟁 기간 동안과 그 이후에 내가 입은 큰 손실들 중에 첫째가는 것은 하나님이 비레씨를 다시 데려가신 것이다."

## 참고 문헌
- Berthoud, Jean-Marc "Pierre Viret: Forgotten Giant of the Reformation", Zurich Publishing, (2010)
- Linder, Robert D. "Forgotten Reformer." Christian History.
- "Viret, Pierre." Oxford Encyclopedia of the Reformation
- Procedures Held With Regard to those of the Religion of the Netherlands (1568)
- Sheats, R. A. "Pierre Viret: The Angel of the Reformation", Zurich Publishing, (2012)